# Фрунзе (Бураєвський район)
Фру́нзе (рос. Фрунзе, башк. Фрунзе) — присілок у складі Бураєвського району Башкортостану, Росія. Входить до складу Кашкалевської сільської ради.
Населення — 28 осіб (2010; 57 у 2002).
Національний склад:
- башкири — 96 %